# Super League 2023-2024 (calcio femminile Belgio)
La Super League 2023-2024, ufficialmente Lotto Super League 2023-2024 per ragioni di sponsorizzazione, è stata la nona edizione della massima serie del campionato belga femminile di calcio. Il torneo ha preso il via il 25 agosto 2023 e si è concluso il 26 maggio 2024.
Il campionato è stato vinto dall'Anderlecht per la settima volta consecutiva, nonché undicesimo titolo di campione belga.

## Stagione

### Novità
Il numero di squadre partecipanti si è ridotto di un'unità, tornando a 10, dopo la decisione dell'Eendracht Aalst, che aveva concluso all'ultimo posto la Super League 2022-23, di iscriversi in seconda serie, rinunciando alla licenza per la massima serie.

### Formato
Il formato del campionato è rimasto inalterato, venendo articolato su due fasi. Nel corso della prima fase le dieci squadre partecipanti si sono affrontate in un girone all'italiana con partite di andata e ritorno per un totale di 18 giornate. Le prime sei classificate accedevano al Play-off 1 per l'assegnazione del titolo di campione del Belgio, mentre le ultime quattro classificate accedono al Play-off 2 per la definizione dei piazzamenti dal settimo all'undicesimo posto. Nel passaggio dalla prima alla seconda fase ciascuna squadra portava con sé metà dei punti conquistati nella prima fase, con eventuale arrotondamento per eccesso. In entrambi i gironi della seconda fase le squadre si sono affrontate in un girone all'italiana con partite di andata e ritorno per un totale di altre 10 giornate. Al termine del Play-off 1, la prima classificata viene dichiarata campione del Belgio ed ammessa all'UEFA Women's Champions League della stagione successiva. Non sono previste retrocessioni, ma la partecipazione è regolata sul sistema delle licenze.

## Squadre partecipanti
| Club              | Città                | Stadio                                           | Stagione precedente       |
| ----------------- | -------------------- | ------------------------------------------------ | ------------------------- |
| Anderlecht        | Anderlecht           | Centro sportivo della federazione belga (Tubize) | 1º posto in Super League  |
| Charleroi         | Charleroi            | Complesso sportivo di Marcinelle                 | 10º posto in Super League |
| Club YLA          | Bruges               | Stadio Jan Breydel, campo T4                     | 5º posto in Super League  |
| Genk              | Genk                 | Luminus Arena                                    | 4º posto in Super League  |
| Gent              | Gand                 | Stadio PGB                                       | 6º posto in Super League  |
| Malines           | Malines              | Argosstadion Achter de Kazerne                   | 8º posto in Super League  |
| OH Lovanio        | Lovanio              | Stadio comunale di Oud-Heverlee                  | 2º posto in Super League  |
| Standard Liegi    | Liegi                | Accademia Robert Louis-Dreyfus                   | 3º posto in Super League  |
| White Star Woluwé | Woluwe-Saint-Lambert | Stadio Fallon                                    | 9º posto in Super League  |
| Zulte Waregem     | Waregem              | Stadio comunale di Zulte                         | 7º posto in Super League  |

## Stagione regolare

### Classifica finale
|  | Pos. | Squadra           | Pt | G  | V  | N | P  | GF | GS | DR  |
|  | ---- | ----------------- | -- | -- | -- | - | -- | -- | -- | --- |
|  | 1.   | OH Lovanio        | 43 | 18 | 14 | 1 | 3  | 58 | 19 | +39 |
|  | 2.   | Standard Liegi    | 43 | 18 | 14 | 1 | 3  | 39 | 12 | +27 |
|  | 3.   | Anderlecht        | 42 | 18 | 13 | 3 | 2  | 50 | 16 | +34 |
|  | 4.   | Club YLA          | 31 | 18 | 9  | 4 | 5  | 34 | 23 | +11 |
|  | 5.   | Genk              | 30 | 18 | 9  | 3 | 6  | 38 | 22 | +16 |
|  | 6.   | Gent              | 29 | 18 | 9  | 2 | 7  | 27 | 22 | +5  |
|  | 7.   | Zulte Waregem     | 17 | 18 | 5  | 2 | 11 | 18 | 26 | -8  |
|  | 8.   | Charleroi         | 10 | 18 | 2  | 4 | 12 | 14 | 49 | -35 |
|  | 9.   | Malines           | 7  | 18 | 2  | 1 | 15 | 18 | 61 | -43 |
|  | 10.  | White Star Woluwé | 7  | 18 | 2  | 1 | 15 | 8  | 54 | -46 |

Legenda:
      Ammessa al girone per il titolo.
      Ammessa al girone per i piazzamenti.
Regolamento:
Tre punti a vittoria, uno a pareggio, zero a sconfitta.

### Risultati
|                   | And  | Cha  | Clu  | Gnk  | Gnt  | Mal  | OHL  | Sta  | WSW  | Zul  |
| ----------------- | ---- | ---- | ---- | ---- | ---- | ---- | ---- | ---- | ---- | ---- |
| Anderlecht        | –––– | 6-0  | 1-1  | 4-1  | 2-0  | 4-1  | 1-3  | 3-2  | 4-0  | 1-0  |
| Charleroi         | 0-5  | –––– | 0-0  | 1-2  | 1-3  | 3-2  | 0-3  | 0-2  | 0-2  | 0-0  |
| Club YLA          | 2-2  | 4-1  | –––– | 2-2  | 0-2  | 5-0  | 5-3  | 0-1  | 4-1  | 3-0  |
| Genk              | 3-4  | 3-0  | 2-4  | –––– | 0-0  | 4-1  | 1-1  | 0-1  | 8-0  | 2-0  |
| Gent              | 0-0  | 3-1  | 1-0  | 0-1  | –––– | 6-2  | 1-4  | 1-0  | 3-0  | 0-2  |
| Malines           | 0-5  | 4-2  | 0-1  | 1-2  | 0-2  | –––– | 0-3  | 1-3  | 4-1  | 0-3  |
| OH Lovanio        | 0-1  | 8-1  | 1-0  | 1-0  | 4-1  | 5-0  | –––– | 3-2  | 4-1  | 3-0  |
| Standard Liegi    | 2-1  | 1-1  | 3-0  | 2-1  | 2-0  | 8-1  | 3-0  | –––– | 3-0  | 1-0  |
| White Star Woluwe | 0-4  | 0-2  | 0-2  | 0-4  | 0-2  | 1-1  | 0-4  | 0-2  | –––– | 1-0  |
| Zulte Waregem     | 1-2  | 1-1  | 0-1  | 0-2  | 3-2  | 3-0  | 2-5  | 0-1  | 3-1  | –––– |

## Play-off 1

### Classifica finale
|  | Pos. | Squadra        | Pt | G  | V | N | P | GF | GS | DR  |
|  | ---- | -------------- | -- | -- | - | - | - | -- | -- | --- |
|  | 1.   | Anderlecht     | 47 | 10 | 8 | 2 | 0 | 29 | 6  | +23 |
|  | 2.   | Standard Liegi | 45 | 10 | 7 | 2 | 1 | 23 | 10 | +13 |
|  | 3.   | OH Lovanio     | 41 | 10 | 6 | 1 | 3 | 31 | 12 | +19 |
|  | 4.   | Club YLA       | 24 | 10 | 2 | 2 | 6 | 10 | 23 | -13 |
|  | 5.   | Gent           | 22 | 10 | 2 | 1 | 7 | 10 | 28 | -18 |
|  | 6.   | Genk           | 17 | 10 | 0 | 2 | 8 | 9  | 33 | -24 |

Legenda:
      Campione del Belgio e ammessa alla UEFA Women's Champions League 2024-2025.
Regolamento:
Tre punti a vittoria, uno a pareggio, zero a sconfitta.
Punti portati dalla stagione regolare:
- OH Lovanio 22 punti
- Standard Liegi 22 punti
- Anderlecht 21 punti
- Club YLA 16 punti
- Genk 15 punti
- Gent 15 punti

### Risultati
|                | And  | Clu  | Gnk  | Gnt  | OHL  | Sta  |
| -------------- | ---- | ---- | ---- | ---- | ---- | ---- |
| Anderlecht     | –––– | 5-0  | 4-2  | 5-2  | 2-0  | 0-0  |
| Club YLA       | 0-2  | –––– | 1-0  | 0-2  | 3-3  | 2-4  |
| Genk           | 0-5  | 1-1  | –––– | 1-2  | 2-5  | 0-2  |
| Gent           | 0-3  | 0-2  | 1-1  | –––– | 3-4  | 0-2  |
| OH Lovanio     | 0-1  | 1-0  | 8-0  | 7-0  | –––– | 0-1  |
| Standard Liegi | 2-2  | 5-1  | 4-2  | 3-0  | 0-3  | –––– |

## Play-off 2

### Classifica finale
|  | Pos. | Squadra           | Pt | G | V | N | P | GF | GS | DR |
|  | ---- | ----------------- | -- | - | - | - | - | -- | -- | -- |
|  | 7.   | Charleroi         | 16 | 6 | 3 | 2 | 1 | 9  | 6  | +3 |
|  | 8.   | Zulte Waregem     | 15 | 6 | 1 | 3 | 2 | 5  | 5  | 0  |
|  | 9.   | White Star Woluwé | 13 | 6 | 3 | 0 | 3 | 5  | 9  | -4 |
|  | 10.  | Malines           | 11 | 6 | 2 | 1 | 3 | 8  | 7  | +1 |

Regolamento:
Tre punti a vittoria, uno a pareggio, zero a sconfitta.
Punti portati dalla stagione regolare:
- Zulte Waregem 14 punti
- Charleroi 5 punti
- Malines 4 punti
- White Star Woluwe 4 punti

### Risultati
|                   | Cha  | Mal  | WSW  | Zul  |
| ----------------- | ---- | ---- | ---- | ---- |
| Charleroi         | –––– | 1-3  | 2-1  | 1-1  |
| Malines           | 0-1  | –––– | 4-0  | 0-2  |
| White Star Woluwe | 0-3  | 2-0  | –––– | 1-0  |
| Zulte Waregem     | 1-1  | 1-1  | 0-1  | –––– |